# Isaac ben Samuel de Dampierre
Le rabbin Isaac ben Samuel de Dampierre (hébreu  : רבי יצחק בן שמואל מדמפייר Rabbi Yitzhak ben Shmouel miDampier), dit le Ri, est un tossafiste français du XIIe siècle (circa 1100 - 1174), auteur de tossafot, gloses et commentaires du Talmud.
Considéré comme le successeur de son oncle, Rabbenou Tam, il est aussi appelé Ri Hazaken ou Ri ha-Zaken (hébreu : ר"י הזקן « Rabbi Isaac l'Ancien »), afin de le distinguer de son disciple Isaac ben Abraham de Dampierre.

## Éléments biographiques
Par son père Samuel, le Ri est le petit-fils de Simha ben Samuel de Vitry, auteur du Mahzor Vitry et élève de Rachi. Par sa mère, il est l'arrière-petit-fils de Rachi, puisque sa mère est la sœur de Rabbénou Tam, du Rashbam et du Rivam. Sa femme, fille de Judah ben Yom Tov, est une arrière-arrière-petite-fille de Rachi par Judah ben Nathan, le Rivan.
Son père est qualifié de pieux (hassid) dans le Mordekhaï et dans les responsa de Meïr de Rothenburg.
On sait qu'il a connu Samuel ben Meïr, le Rashbam, et a reçu de lui des enseignements selon Isaac Or Zaroua. Il était aussi en relation avec Eliahou ben Judah de Paris, un élève de Rabbénou Tam. Mais ses principaux maîtres sont ses oncles Isaac ben Meïr, dit le Rivam, et Rabénou Tam. Le Ri a étudié avec le Rivam dans sa jeunesse mais celui-ci est mort jeune. La veuve du Rivam se remarie avec Judah ben Yom Tov et deviendra la belle-mère du Ri. Il tient d'elle des décisions de son premier mari.
Le Ri accompagnera Rabbénou Tam une grande partie de sa vie. Il lui sert semble-t-il de secrétaire. Il reste un temps à Ramerupt après le départ de Rabbénou Tam pour Troyes, puis fixe sa résidence à Dampierre. Il continue à rendre visite à Rabbénou Tam, mais ne s'installe pas à Troyes. Le Ri et Rabbenou Tam échangent une correspondance, le Ri lui demandant son avis par écrit. Dans ses décisions, le Ri se conforme aux avis de Rabbénou Tam et commande qu'on suive toujours son avis. Il craint même d'interdire ce que Rabbénou Tam a permis car il ne faut pas interdire ce que Rabbénou Tam a déjà autorisé.
Son caractère est cependant différent de celui de son oncle. On ne retrouve pas dans ses écrits le langage tranchant de Rabbénou Tam ni l'exigence qu'on se plie à son autorité. Un des grands principes du Ri est que c'est une mitsva  d'écouter les paroles de l'autre et de se comporter l'un avec l'autre avec fraternité. Par contre, il est moins conciliant que Rabbénou Tam sur la recevabilité des serments prononcés par des non-juifs. En effet, la question des serments prêtés par des emprunteurs non juifs dans les églises ou sur des reliques occupe une place importante dans la littérature juive du Moyen Âge et le Ri est conscient de la dépendance des juifs vis-à-vis de la société chrétienne pour gagner leur vie.
Le Ri est aussi versé dans l'exégèse mystique de la Torah. Elhanan Isaac ben Yakar (auteur inconnu par ailleurs) écrit dans son commentaire du Sefer Yetsira qu'il avait étudié le livre auprès d'un homme ayant étudié avec le Ri. Le Ri entretient des liens avec des personnalités mystiques du sud de la France, tels qu'Abraham ben Nathan Ha-Yarhi, un élève du Ri. Abraham ben Nathan sert d'ailleurs de lien entre le Ri et les rabbins de Lunel, qui se tournent vers lui pour des consultations. Au XIVe siècle, des histoires circulent sur le Ri qui est monté au firmament pendant la nuit et a reçu les paroles des anges de service.
Il semble que son fils Elhanan soit mort du vivant de son père. Selon des sources postérieures, il serait mort en martyr pour la sanctification du Nom de Dieu. Après la mort de son fils, le Ri se charge de l'éducation de son petit-fils Samuel, qui deviendra lui-même un tossafiste.

## Tossefot
Le nom du Ri apparaît souvent dans les tossefot chelanou, mais on ne dispose pas d'un seul recueil directement de sa main. Tous ses enseignements ont été transmis par une deuxième ou une troisième main. Ses élèves ont notamment fait figurer ses commentaires dans leurs travaux. Moïse de Coucy a transmis son commentaire sur Baba Qama et écrit à la fin : « ce sont les paroles de rabbénou Isaac dans son manuscrit ». L'édition du Shass de Vilna possède des tossefot sur Kiddoushin au nom du Ri, mais il s'agit en fait d'un commentaire plus tardif.